# Nektarolot
Nektarolot (Lonchophylla) – rodzaj ssaków z podrodziny nektarolotów (Lonchophyllinae) w obrębie rodziny liścionosowatych (Phyllostomidae).

## Rozmieszczenie geograficzne
Rodzaj obejmuje gatunki występujące w Ameryce Środkowej i Południowej.

## Morfologia
Długość ciała (bez ogona) 48–83 mm, długość ogona 5–13 mm, długość ucha 9–18 mm, długość tylnej stopy 8–17 mm, długość przedramienia 32–48 mm; masa ciała 7–23 g.

## Systematyka
Rodzaj zdefiniował w 1903 roku angielski zoolog Oldfield Thomas w artykule zatytułowanym Notatki o małpach, nietoperzach, drapieżnikach i gryzoniach Ameryki Południowej, z opisami nowych gatunków, opublikowanym w czasopiśmie „The Annals and magazine of natural history”. Gatunkiem typowym jest (oryginalne oznaczenie) nektarolot kąsający (L. mordax). 

### Etymologia
Lonchophylla: gr. λογχη lonkhē ‘włócznia, lanca’; φυλλον phullon ‘liść’.

### Podział systematyczny
Do rodzaju należą następujące gatunki:
| Grafika | Gatunek                     | Autor i rok opisu                | Nazwa zwyczajowa        | Podgatunki         | Rozmieszczenie geograficzne | Podstawowe wymiary                                                | Status IUCN |
| ------- | --------------------------- | -------------------------------- | ----------------------- | ------------------ | --- | ----------------------------------------------------------------- | ----------- |
|         | Lonchophylla mordax         | O. Thomas, 1903                  | nektarolot kąsający     | gatunek monotypowy | endemit Brazylii: Alagoas, Sergipe i północno-wschodnia Bahia; zakres wysokości: do 500 m n.p.m. | DC: 5–5,6 cm DO: 0,8–1,2 cm DP: 3,4–3,7 cm MC: 7,5–11 g           | NT          |
|         | Lonchophylla chocoana       | Dávalos, 2004                    | nektarolot duży         | gatunek monotypowy | zachodnie Andy w południowo-zachodniej Kolumbii (Chocó, Valle del Cauca i Nariño) i północno-zachodnim Ekwadorze (Esmeraldas); zakres wysokości: 500–1000 m n.p.m.                                      | DC: 6,7–7,4 cm DO: 0,7–1,1 cm DP: 4,2–4,8 cm MC: 19–23 g          | DD          |
|         | Lonchophylla concava        | A.E. Goldman, 1914               | nektarolot rabujący     | gatunek monotypowy | południowa Kostaryka na południe do pacyficznych nizin w Panamie, w zachodniej Kolumbii oraz przybrzeżnym i andyjskim północno-zachodnim Ekwadorze; zakres wysokości: 10–1500 m n.p.m.                  | DC: 5,4–6,5 cm DO: 0,5–1,2 cm DP: 3,2–3,5 cm MC: 7–10 g           | LC          |
|         | Lonchophylla fornicata      | Woodman, 2007                    | nektarolot nizinny      | gatunek monotypowy | znany z kilku stanowisk w przybrzeżnych równinach południowo-zachodniej Kolumbii (Velle del Cauca i Nariño) i północno-zachodnim Ekwadorze (Imbabura); zakres wysokości: 75–510 m n.p.m.                | DC: 5,2–6,2 cm DO: 0,7–1,2 cm DP: 3,3–3,5 cm MC: około 8,7 g      | DD          |
|         | Lonchophylla orcesi         | L. Albuja & A.L. Gardner, 2005   | nektarolot tajemniczy   | gatunek monotypowy | endemit Ekwadoru: znany tylko z miejsca typowego w Cordillera de Toisán (Esmeraldas) | DC: około 6,1 cm DO: około 1,1 cm DP: około 4,7 cm MC: około 22 g | DD          |
|         | Lonchophylla hesperia       | G.M. Allen, 1908                 | nektarolot skryty       | gatunek monotypowy | południowo-zachodni Ekwador i północno-zachodnie Peru; zakres wysokości: 0–2000 m n.p.m. | DC: 5,9–6,8 cm DO: 0,7–1,3 cm DP: 3,4–5,1 cm MC: około 10 g       | NT          |
|         | Lonchophylla orienticollina | Dávalos & Corthals, 2008         | nektarolot kordylierski | gatunek monotypowy | północno-zachodnia Wenezuela (Serranía de Perijá i Cordillera de Mérida), Kolumbia (wschodnie Andy i północna Sierra de la Macarena) oraz Ekwador (wschodnie Andy); zakres wysokości: 75–2015 m n.p.m.  | DC: 6,1–7,1 cm DO: 0,6–1,1 cm DP: 4–4,7 cm MC: 11–16 g            | DD          |
|         | Lonchophylla handleyi       | J. Edwards Hill, 1980            | nektarolot jaskiniowy   | gatunek monotypowy | wschodni Ekwador i wschodnie Peru; zakres wysokości: 500–1200 m n.p.m. | DC: 6,6–8,3 cm DO: 0,5–0,6 cm DP: 4,3–4,8 cm MC: 16–21 g          | LC          |
|         | Lonchophylla robusta        | G.S. Miller, 1912                | nektarolot pomarańczowy | gatunek monotypowy | od północno-zachodniej i południowo-wschodniej Nikaragui do zachodniej i środkowej Kolumbii, północno-zachodniej Wenezueli, Ekwadoru oraz północno-zachodniego Peru; zakres wysokości: do 1500 m n.p.m. | DC: 5,6–7,5 cm DO: 0,6–1,2 cm DP: 3,9–4,6 cm MC: 13–16 g          | LC          |
|         | Lonchophylla dekeyseri      | Taddei, Vizotto & Sazima, 1983   | nektarolot stołeczny    | gatunek monotypowy | endemit Brazylii: cerrado (Tocantins na południe do Mato Grosso do Sul) oraz na przejściu cerado w caatinga (Piauí)                                                                                     | DC: 4,8–6,3 cm DO: 0,5–0,8 cm DP: 3,4–3,8 cm MC: 9,8–11,5 g       | EN          |
|         | Lonchophylla inexpectata    | Moratelli & Dias, 2015           |                         | gatunek monotypowy | endemit Brazylii: Pernambuco i Bahiá | DC: brak danych DO: brak danych DP: 3,2–3,6 cm MC: 7–9,5 g        | NE          |
|         | Lonchophylla bokermanni     | Sazima, Vizotto & Taddei, 1978   | nektarolot samotny      | gatunek monotypowy | endemit Brazylii: cerrado w Bahii i Minas Gerais; zakres wysokości: 720–1130 m n.p.m. | DC: 5,5–6,3 cm DO: 1–1,2 cm DP: 3,6–4,1 cm MC: 10–12 g            | EN          |
|         | Lonchophylla peracchii      | Dias, Esbérard & Moratelli, 2013 | nektarolot leśny        | gatunek monotypowy | endemit Brazylii: Mata Atlântica w Bahii, Rio de Janeiro i São Paulo; prawdopodobnie Espírito Santo; zakres wysokości: 0–900 m n.p.m.                                                                   | DC: brak danych DO: brak danych DP: 3,4–3,7 cm MC: brak danych    | LC          |

Kategorie IUCN:  LC  – gatunek najmniejszej troski,  NT  – gatunek bliski zagrożenia,  EN  – gatunek zagrożony,  DD  – gatunki o nieokreślonym stopniu zagrożenia;  NE  – gatunki niepoddane jeszcze ocenie.